# Ceratophygadeuon impostor
Ceratophygadeuon impostor är en stekelart som först beskrevs av André Seyrig 1952.  Ceratophygadeuon impostor ingår i släktet Ceratophygadeuon och familjen brokparasitsteklar. Inga underarter finns listade i Catalogue of Life.